# Violência sectária no Paquistão
Violência sectária no Paquistão se refere aos ataques contra pessoas e lugares no Paquistão motivados pelo antagonismo em direção a sua seita, geralmente um grupo religioso, que no Paquistão podem incluir a maioria  sunita, o xiita, o Ahmadi  e grupos religiosos cristãos. De acordo com o grupo de direitos humanos Human Rights Watch, em 2011 e 2012, as minorias paquistanesas xiitas, Ahmadi, e cristã sofreram "perseguições sem precedentes no país". Os ataques contra santuários sunitas por "militantes" sufistas também têm sido relatados.
Os principais culpados pela violência sectária no país são principalmente grupos militantes sunitas como o Sipah-e-Sahaba, Tehrik-i-Taliban e membros de grupos militantes xiitas como Sipah-e-Muhammad. No entanto, predominante grupos militantes sunitas são frequentemente responsabilizadas por ataques contra os minoritários xiitas, resultando em ataques de represália por eles.

## Minorias religiosas
De acordo com a Biblioteca do Congresso, Pew Research Center  a Universidade de Oxford, o CIA Factbook e outros especialistas, os islamitas xiitas no Paquistão compõem de 15 a 25%  enquanto os restantes 70 a 80% da população segue o islamismo sunita.
Embora os xiitas são a segunda maior seita no país, o Paquistão tem a segunda maior comunidade xiita após o Irã em termos de números. O total da população xiita no Paquistão é, dependendo da fonte, entre 15 milhões a 26 milhões. Apesar algumas fontes independentes afirmarem que os xiitas no Paquistão são aproximadamente 50 milhões. Globalmente, o  Islam  xiita é representado por 10-20% do total de muçulmanos , enquanto os restantes 80% -90% prática o islamismo sunita.
Estima-se que 2,3% da população são Ahmadis, que são oficialmente considerados não-muçulmanos em virtude de uma emenda constitucional de 1974.
Religiões não-muçulmanas incluem o hinduísmo e cristianismo, cada uma com 2,8 milhões (1,6%) seguidores, dados de 2005. A fé bahá'í tem 30 mil seguidores, em seguida, siquismo, budismo e parsis, cada qual reivindicando 20 mil adeptos, e uma pequena comunidade de jainistas.[carece de fontes?]

## História

### Zia ul-Haq
Nos primeiros anos de conflito sectário, os extremistas sunitas entraram em confronto com os Ahmadis, até que estes, em 1974, através de uma alteração na Constituição pela Assembleia Nacional do Paquistão, foram declarados não-muçulmanos. Sob o domínio contínuo de Muhammad Zia-ul-Haq, o sectarismo no Paquistão, especialmente em Carachi e no sul do Punjab, tornou-se mais violento devido o processo de islamização que começou no sistema judiciário paquistanês.[carece de fontes?]
Leis sociais, que tinham sido tolerante com a venda livre de álcool, misturando entre os sexos e outras, foram severamente restringida por leis implementadas por Zia, embora extremistas em ambos as seitas foram em grande parte em favor de suas restrições.[carece de fontes?]

### Possível financiamento externo
Alguns especialistas e editores sugerem que a exacerbar as tensões são:
- Os estados árabes, especialmente a Arábia Saudita e os Estados Árabes do Golfo, que financiam extremistas radicais sunitas;[22]
- E o financiamento estatal iraniano de xiitas extremistas no Paquistão, resultando em confrontos e ataques de uns sobre os outros.[22]

É amplamente aceito que a violência sectária no Paquistão é um fenômeno recente e que durante a maior parte da história do país, as pessoas de diferentes seitas coexistiram pacificamente. O desenvolvimento do sectarismo é amplamente atribuída a um acréscimo de captação de recursos das organizações fundamentalistas, totalizando milhões de dólares distribuídos no interior do Paquistão por parte dos Estados árabes e de outras potências externas

### 2000-2010
Desde o ano de 2000, mais de 2.000 membros da comunidade xiita, incluindo muitas mulheres e crianças foram mortas ou feridas em ataques perpetrados por  muçulmanos sunitas afiliados a Al-Qaeda e ao Taleban. Muitas centenas de  muçulmanos xiitas foram mortos em áreas do norte do Paquistão, como Gilgit, Baltistan, Parachinar e Chelas. Em 2003, a principal mesquitaxiita foi atacada em uma sexta-feira em Quetta, matando 53 fiéis. Em 2 de março de 2004, pelo menos 42 pessoas foram mortas e mais de 100 ficaram feridas quando uma procissão de muçulmanos xiitas foi atacada por rivais extremistas sunitas no principal mercado em Quetta. Separadamente, em 7 de outubro de 2004, um carro-bomba matou 40 membros de uma organização extremista sunita em Multan.

### Atentado em 2013

#### Atentado no mercado de Quetta
A população xiita no Paquistão tem sido vítima de vários atentados suicidas e de assassinatos de muitos médicos, engenheiros, funcionários públicos de alto escalão e professores. No sábado, 16 de fevereiro de 2013  pelo menos 90 pessoas foram mortas e 180 feridas depois que uma bomba explodiu em um mercado em Quetta. O número de mortos subiu posteriormente para 113. O grupo terrorista Lashkae-e-Jhangvi assumiu a responsabilidade pelo ataque. A bomba de controle remoto estava escondida em um tanque de água no principal bazar da cidade. No momento da explosão na tarde de sábado dezenas de pessoas, principalmente mulheres, estavam fazendo compras e as crianças estavam saindo das aulas. O chefe de polícia de Quetta Mir Zubia Mehmood disse que o explosivo pesava 1.000 quilogramas, que era maior do que os explosivos usados no ataque janeiro.

#### Atentado de Carachi
Em 3 de março de 2013 uma poderosa explosão de uma bomba na cidade de Carachi  matando 45 pessoas e ferindo outras 150. A bomba explodiu do lado de fora de uma mesquita xiita quando as pessoas estavam deixando o local. "Foi como o dia do juízo final para mim. Eu estava assistindo televisão quando ouvi uma explosão ", citou Mariam Bibi relatando ao Reuters. "Eu vi pessoas queimando até a morte e chorando de dor. Eu vi crianças deitadas em poças de seu próprio sangue e mulheres correndo gritando por seus entes queridos". Pelo menos 200 muçulmanos xiitas foram mortos desde o início de 2013 e 400 morreram em ataques em 2012.

#### Atentado no mercado de Parachinar
Na sexta-feira 26 de junho de 2013 uma dupla explosão ocorreu em Parachinar, a principal cidade da área tribal do Kurram. A explosão matou 60 pessoas e feriu entre 187. A primeira bomba explodiu no mercado de Parachinar quando as pessoas estavam ocupados na compra de alimentos. A segunda bomba explodiu ao lado da estrada. A organização terrorista chamada mujahideenhas Ansarul reivindicou a responsabilidade.

## Sufismo
Desde março de 2005, 209 pessoas foram mortas e 560 feridos em 29 diferentes ataques terroristas dirigidos a santuários dedicados a santos sufis no Paquistão, de acordo com dados compilados pelo Centro de Colaboração de Pesquisa islâmico e Aprendizagem.  Os ataques são geralmente atribuídos a organizações militantes banidas.
O sufismo, como tradição islâmica mística, tem uma longa história e um grande apoio popular no Paquistão. A cultura Sufi está centrada na quinta-feira quando encontros noturnos são realizados em santuários que apresentam música e dança Sufi. Os fundamentalistas islâmicos contemporâneos criticam seu caráter popular, que, na sua opinião, não reflete com precisão os ensinamentos e práticas do Profeta e seus companheiros.